# Пароброд Вили
Пароброд Вили (енгл. Steamboat Willie) је амерички краткометражни црно-бели анимирани филм из 1928. године, у режији Волта Дизнија и Аба Ајверкса, са Микијем Маусом у главној улози. Филм је креација анимационог студија Walt Disney Studios и објављен је 18. новембра 1928. године од стране Пета Пауерса под окриљем компаније Celebrity Productions. Пароброд Вили се сматра дебијем Микија и Мини Маус, иако су се оба лика појавила неколико месеци раније у пробној пројекцији кратког анимираног филма Plane Crazy. Пароброд Вили је био трећи Микијев филм који је у потпуности анимиран, али је био први који је дистрибуиран, јер је Волт Дизни желео да први креира цртани филм који је у потпуности сихронизован звуком и музиком, инспирисан успехом филма Џез певач.
Филм је добио високо признање критичара, не само због дебитовања једног од најпопуларнијих анимираних ликова, већ и због својих техничких иновација на пољу музике у цртаним филмовима. Група аниматора је изгласала Пароброд Вилија за 13. најбољи цртани филм свих времена у књизи 50 најбољих цртаних филмова из 1994. године, а 1998. године филм је одабран од стране Конгресне библиотеке Сједињених Америчких Држава за чување у Националном филмском регистру. Као дело објављено 1928. године, цртани филм је ушао у јавно власништво у Сједињеним Америчким Државама 1. јануара 2024. године.